# 板倉孝
板倉 孝（いたくら たかし）は、日本の空手家・プロレスラー。段位は二段。元極真空手家・小笠原和彦の立ち上げた創天会に所属する弟子である。

## 経歴
プロレスの舞台で活躍する師匠・小笠原和彦の元で対ZERO1-MAXにおける空手軍としてセコンドで活躍していた。
2006年2月10日、ユニオンプロレス新木場興行の対726戦でプロレスデビュー、勝利を飾っている。
| スタブアイコン | サブスタブ | この項目は、まだ閲覧者の調べものの参照としては役立たない、スポーツ関係者に関連した書きかけの項目です。この項目を加筆・訂正などしてくださる協力者を求めています（P:スポーツ/PJ:スポーツ人物伝）。 |